# 阿雷亚布兰卡
阿雷亚布兰卡是巴西北大河州的一个市镇。总面积357.58平方公里，总人口23501人，人口密度65.7人/平方公里。